# تمپا بی تایمز
تمپا بی تایمز (به انگلیسی: Tampa Bay Times) (سابقاً سن پترزبورگ تایمز) یک روزنامه آمریکایی است که در سن پترزبورگ، فلوریدا منتشر می‌شود. تمپا بی تایمز به عنوان یکی از دو روزنامه بزرگ در منطقه تمپا بی شناخته می‌شود. این روزنامه از سال ۱۹۶۴، هشت جایزه پولیتزر دریافت کرده‌است.

لوگوی «سنت. پترزبورگ تایمز» در سال ۲۰۰۹